# 寇儁
寇 儁（こう しゅん、484年 - 563年）は、北魏から北周にかけての官僚・政治家。字は祖儁。本貫は上谷郡昌平県。

## 経歴
北魏の安遠将軍・郢州刺史の寇臻（寇讃の子）の子として生まれた。幼くして見識と度量があり、学問を好んで物覚えが良かった。兄の寇祖訓と寇祖礼とともに志と行いの正しいことで知られた。あるとき家人が物を売って絹5匹を余分に得たことがあった。寇儁がこのことを知ると、「悪木の陰では休んではいけない。盗泉の水は飲んではいけない。良くない行いで得た財は、わたしの取るところではない」といって買主を訪れて余分に得た絹を返還した。
北魏の孝文帝により郎に選抜され、奉朝請に任じられた。515年（延昌4年）、大乗の乱が起こると、寇儁は参軍として鎮圧にあたった。功績により員外散騎侍郎とされ、尚書左民郎中に転じた。母が死去して喪に服したため、任を受けなかった。522年（正光3年）、軽車将軍の号を受け、揚烈将軍・司空府功曹参軍となり、主簿に転じた。霊太后が永寧寺を造営したとき、寇儁はその建造をつかさどった。寺が落成すると、その壮麗ぶりを霊太后に喜ばれ、寇儁は左軍将軍の号を受けた。孝昌年間、塩池都将となり、龍驤将軍の号を加えられた。
528年（永安元年）、華州の民の史底が司徒の楊椿を相手に田地の所有を巡って争訟した。楊椿の権勢が高かったため、長史以下の官は楊椿の弁論を正しいとみなして、田地を楊椿に与えようとした。しかし寇儁は楊椿が史底の田地を横領したものと認定して、田地を史底に返還させた。孝荘帝が後でこのことを知ると、寇儁の公正剛直ぶりを賞賛して、司馬に任じ、帛100匹を賜った。楊椿を支持した者たちは、みな譴責を受けた。
529年（永安2年）、寇儁は左将軍・梁州刺史として出向した。梁州は民心が荒れており、反乱が多発していた。寇儁は郡県に庠序を立てさせ、農耕や養蚕を奨励して、数年のうちに風俗を改めさせた。南朝梁が将軍の曹琰之を派遣して魏興に駐屯させ、城壁を工事させた。曹琰之はたびたび国境を侵犯して騒がせていた。寇儁は長史の杜休道を派遣して魏興の城を攻め落とさせ、曹琰之を捕らえた。寇儁は任期を満了すると、梁州の官吏や民衆に見送られて、徒歩で洛陽に帰った。
536年（天平3年）、東魏により洛州刺史に任じられた。539年（大統5年）、寇儁は家族や親族400人を率いて入関し、西魏により秘書監に任じられた。当時の西魏では古典籍の多くが散逸していたため、寇儁は令史を置いて、古典籍を蒐集させた。鎮東将軍の号を加えられ、西安県男に封じられた。551年（大統17年）、車騎大将軍・儀同三司の位を受け、散騎常侍の位を加えられた。寇儁は老齢を理由に引退を願い出たが、宇文泰が許可しなかった。寇儁は病が重いと称して、入朝しなくなった。556年（恭帝3年）、若口引氏の姓を賜った。
557年、北周が建国されると、子爵に進んだ。559年（武成元年）、驃騎大将軍・開府儀同三司に進んだ。寇儁は老齢となっても識見は衰えず、子孫に儒学を教授していた。明帝は儒学を重んじたので、寇儁を特に賞賛して、数々の恩錫を与えた。寇儁はやむをえず入朝し、明帝の謁見を受けて洛陽の昔話を語った。563年（保定3年）、死去した。享年は80。本官に加えて冀定瀛三州諸軍事・冀州刺史の位を追贈された。諡は元といった。

## 子女
- 寇奉（儀同三司・大将軍・順陽郡太守・洵州刺史・昌国県公）
- 寇顒（儀同大将軍、掌朝・布憲・典祀下大夫、小納言、濩沢郡公）

## 伝記資料
- 『周書』巻37 列伝第29
- 『北史』巻27 列伝第15